# Prometeusz (film)
Prometeusz (tytuł oryg. Prometheus) − amerykańsko-angielski horror science fiction z 2012 roku w reżyserii Ridleya Scotta, ze scenariuszem Damona Lindelofa i Jona Spaihtsa. Muzykę do filmu skomponował Marc Streitenfeld, natomiast autorem zdjęć jest Dariusz Wolski. Producentami filmu są reżyser, Ridley Scott oraz Walter Hill i David Giler. W głównych rolach występują Noomi Rapace, Michael Fassbender, Charlize Theron, Guy Pearce oraz Idris Elba.
Obraz został wyprodukowany przez studio Brandywine Productions dla 20th Century Fox.
Film miał zostać pierwotnie wydany jako prequel do Obcego (1979), jednak w trakcie prac nad scenariuszem twórcy odeszli od tego pomysłu i wydarzenia z Prometeusza jedynie pośrednio nawiązują do postaci i fabuły tego filmu.
Szacuje się, że film przyniósł największy dochód z wszystkich filmów serii, w wysokości ponad 400 mln dolarów przy poniesionych nakładach rzędu 125 mln dolarów.

## Opis fabuły
W momencie gdy unoszący się statek kosmiczny opuszcza podobny do ziemskiego świat, na jego powierzchni humanoidalny kosmita wypija ciemny, bąbelkowy płyn, w następstwie czego ulega rozkładowi. Jego szczątki wpadają do wodospadu i inicjują procesy biochemiczne.
W 2089 archeolodzy Elizabeth Shaw i Charlie Holloway odkrywają mapę gwiezdną w jaskini w Szkocji która odpowiada innym mapom, pochodzącym z różnych, niekontaktujących się ze sobą starożytnych kultur. Interpretują ją jako zaproszenie ze strony przodków ludzkości – Inżynierów. Peter Weyland, podstarzały prezes Weyland Corporation, funduje ekspedycję na pokładzie statku Prometeusz, której celem jest księżyc LV-223 — spodziewane miejsce pobytu Inżynierów. Członkowie wyprawy badawczej na czas podróży są utrzymywani w stanie anabiozy. Ich stan nadzoruje android David. Po przybyciu na miejsce dowiadują się, że ich misją jest odnalezienie Inżynierów. Dowódca wyprawy Meredith Vickers rozkazuje załodze nie podejmowanie kontaktu bez jej pozwolenia.
Prometeusz ląduje na opustoszałej, górskiej równinie w pobliżu dużej, wzniesionej przez obce istoty struktury. Ekipa badawcza ze statku wewnątrz odnajduje niezliczone kamienne cylindry, ogromną, monolityczną podobiznę humanoidalnej twarzy oraz bezgłowe truchło wielkiego kosmity, najprawdopodobniej Inżyniera; Shaw odnajduje jego głowę i zabiera ją ze sobą. Członkowie wyprawy natrafiają na ciała innych istot, co doprowadza ich do przekonania że gatunek wymarł. Naukowcy Millburn i Fifield wpadają w panikę i decydują się wrócić do statku, lecz gubią się w tunelach. Badania przerywa informacja o zbliżającej się burzy, która zmusza wszystkich pozostałych członków wyprawy do powrotu do Prometeusza. David w sekrecie bierze ze sobą cylinder ze struktury, podczas gdy z pozostałych zaczyna wyciekać czarny płyn. Po powrocie do laboratorium, Shaw odkrywa że DNA Inżynierów całkowicie pokrywa się z ludzkim. David bada cylinder i ciemny płyn z jego wnętrza. Umyślnie dodaje go do szampana, który podaje nieświadomemu Hollowayowi po tym, jak ten ostatni mówi, że zrobiłby wszystko byle tylko znaleźć odpowiedzi na pytania, które go nurtują. Niedługo po tym Shaw i Holloway uprawiają seks.
Wewnątrz struktury wężopodobne stworzenie zabija Millburna i rozpryskuje żrący płyn, który przepala hełm Fifielda, który pada twarzą w kałużę ciemnego płynu. Gdy ekipa powraca, odnajduje zwłoki Millburna. David odseparowawszy się od reszty załogi odkrywa pomieszczenie kontrolne zawierające jednego żywego Inżyniera w stanie anabiozy oraz gwiezdną mapę z wyświetloną Ziemią. Holloway zaczyna chorować, towarzysze szybko przewożą go z powrotem na statek, lecz Vickers odmawia wpuszczenia go na pokład i wedle jego woli spala go żywcem miotaczem płomieni. Później skan medyczny wyjawia, że Shaw, pomimo tego, że jest bezpłodna, zaszła w ciążę. Obawiając się najgorszego, kobieta używa automatycznego stołu operacyjnego do wyciągnięcia ze swojego ciała mackowatego stwora. Później Shaw odkrywa, że Weyland dotarł na miejsce razem z ekipą badawczą. Wyjaśnia on, że chce dowiedzieć się czy Inżynierowie są w stanie zapobiec jego śmierci. Gdy Weyland przygotowuje się do udania się na miejsce wskazane przez Davida, Vickers zwraca się do niego per „ojcze”.
Monstrualny, zmutowany Fifield atakuje hangar Prometeusza i zabija kilku członków jego załogi zanim sam ginie. Kapitan Prometeusza Janek podejrzewa, że struktura to tak naprawdę placówka militarna, produkująca broń biologiczną, nad którą Inżynierowie stracili kontrolę. Weyland i jego drużyna powraca do struktury w towarzystwie Shaw. David wybudza Inżyniera z hibernacji i przemawia do niego z zamiarem wyjaśnienia tego, czego oczekuje Weyland. W odpowiedzi, Inżynier atakuje grupę, pozbawia Davida głowy, zabija Weylanda i większość drużyny i uruchamia swój statek. Shaw ucieka i ostrzega Janeka, że Inżynier planuje wykorzystać płyn do ataku na Ziemię, przekonując go do powstrzymania zamiarów kosmity. Janek wypuszcza szalupy ratunkowe i poświęcając siebie oraz dwóch innych członków załogi taranuje Prometeuszem statek Inżyniera, który zbity z kursu spada na powierzchnię, miażdżąc Vickers. Shaw udaje się do szalupy ratunkowej, gdzie zastaje swoje „dziecko”, które rozrosło się do olbrzymich rozmiarów. Wciąż sprawna głowa Davida ostrzega ją, że Inżynier przeżył i zmierza ku niej. Otwiera on szalupę i atakuje Shaw. Ta, broniąc się wypuszcza potwora, który obezwładnia i unasiennia Inżyniera. Shaw odzyskuje szczątki Davida i z jego pomocą uruchamia inny statek inżynierów. Zamierza udać się do ich świata, by dowiedzieć się dlaczego chcieli zniszczyć ludzkość. W szalupie ratunkowej z klatki piersiowej Inżyniera wydostaje się protoplasta ksenomorfa.

## Obsada
- Noomi Rapace – Elizabeth Shaw
- Michael Fassbender – David, robot
- Charlize Theron – Meredith Vickers
- Guy Pearce – Peter Weyland
- Idris Elba – Kapitan Janek
- Logan Marshall-Green – Holloway
- Patrick Wilson – ojciec Elizabeth Shaw
- Kate Dickie – Ford
- Darwin Shaw – inżynier
- Matthew Rook – starszy inżynier
- Benedict Wong – Ravel
- Rafe Spall – Millburn
- Sean Harris – Fifield
- Emun Elliot – Chance